# Avoyel
Los avoyel o avoyelles eran una pequeña tribu natchesana en la vecindad de la actual Marksville (Luisiana, Estados Unidos). Siendo 280 en 1698, alrededor de 1805 se creía que se habían reducido a tan solo dos o tres mujeres.